# Ezio Radaelli
Ezio Radaelli (n. 23 aprilie 1924, Milano, Regatul Italiei – d. 15 octombrie 2005, Roma, Italia) este un moderator de televiziune italian.